# Dave Donaldson (cầu thủ bóng đá, sinh năm 1941)
David Donaldson (sinh ngày 28 tháng 12 năm 1941) là một cầu thủ bóng đá người Anh thi đấu ở Football League, ở vị trí hậu vệ.